# Deutsche Fechtmeisterschaften 1899
Die Deutschen Fechtmeisterschaften 1899 in Dresden waren die letzten Deutschen Meisterschaften, die vom Deutschen und Österreichischen Fechterbund ausgetragen wurden. Die nächsten Meisterschaften fanden erst 1913 statt, diesmal mit dem 1911 gegründeten Deutschen Fechter-Bund als Ausrichter. Gefochten wurden nur Einzelmeisterschaften in den Waffen Florett und Säbel.

## Hintergrund
1899 wurden das letzte Mal Meisterschaften vom Deutschen und Österreichischen Fechterbund ausgetragen. Sie fanden vom 12. bis 14. November in Dresden statt. 1900 fielen die Meisterschaften wegen der Olympischen Spiele aus, anschließend löste sich der Bund bereits auf. Schon von Anfang an waren die ideologischen Grenzen zwischen österreichischen und deutschen Fechtern ein Hindernis für den Verband. Obwohl keine Meisterschaften mehr ausgerichtet wurden, bestand er aber noch bis 1902. Erst 1911 wurde der Deutsche Fechter-Bund als neuer Dachverband gegründet. Die Verbindung mit dem Österreichischen Fechtverband wurde dabei nach den schlechten Erfahrungen mit der Vorgängerorganisation ausdrücklich ausgeschlossen.

## Ergebnisse
Gefochten wurde im Florett- und Säbeleinzel. Mannschaftswettbewerbe wurden nicht ausgetragen, ebenfalls gab es keinen Degenwettbewerb. In beiden Disziplinen gab es getrennte Wettbewerbe für Amateure und Fechtmeister. Bei den Amateuren siegten Fechter des Vereins Haudegen Wien: Im Florett Martin Hirsch, im Säbel Richard Wimmer, der 1897 schon den Titel im Degen gewonnen hatte. Bei den Fechtmeistern gewann beide Wettbewerbe der Berliner Meister Ettore Schiavoni.

### Florett der Amateure
| Platz | Sportler              | Verein               |
| ----- | --------------------- | -------------------- |
| 1     | Martin Hirsch         | Wiener AC            |
| 2     | Baron Manfred Pinelli | Union Fechtklub Wien |
| 3     | Josef Mühlberger      | Haudegen Wien        |

### Florett der Meister
| Platz | Sportler           | Verein                                         |
| ----- | ------------------ | ---------------------------------------------- |
| 1     | Ettore Schiavoni   | Berliner FC                                    |
| 2     | Luigi Sestini      | Deutsch-Italienischer Fechtklub Berlin         |
| 3     | Gottlieb Ryschanek | Fechtklub der Offiziere der K.K. Landwehr Wien |

### Säbel der Amateure
| Platz | Sportler         | Verein                                         |
| ----- | ---------------- | ---------------------------------------------- |
| 1     | Richard Wimmer   | Haudegen Wien                                  |
| 2     | Siegfried Flesch | Fechtklub der Offiziere der K.K. Landwehr Wien |
| 3     | Albert Minas     | Wiener AC                                      |

### Säbel der Meister
| Platz | Sportler         | Verein        |
| ----- | ---------------- | ------------- |
| 1     | Ettore Schiavoni | Berliner FC   |
| 2     | Martin Werdnik   | Haudegen Wien |
| 3     | Max Richter      | Berliner FC   |